# رضا شربتی
رضا شربتی (زادهٔ ۲۷ بهمن ۱۳۷۳ - مشهد) یک بازیکن فوتبال اهل ایران است.
از باشگاه‌هایی که در آن بازی کرده‌است می‌توان به باشگاه فوتبال سیاه‌جامگان و باشگاه فوتبال تراکتورسازی تبریز، فولاد خوزستان و باشگاه فوتبال گل‌گهر سیرجان اشاره کرد.